# Guerilla Knitting

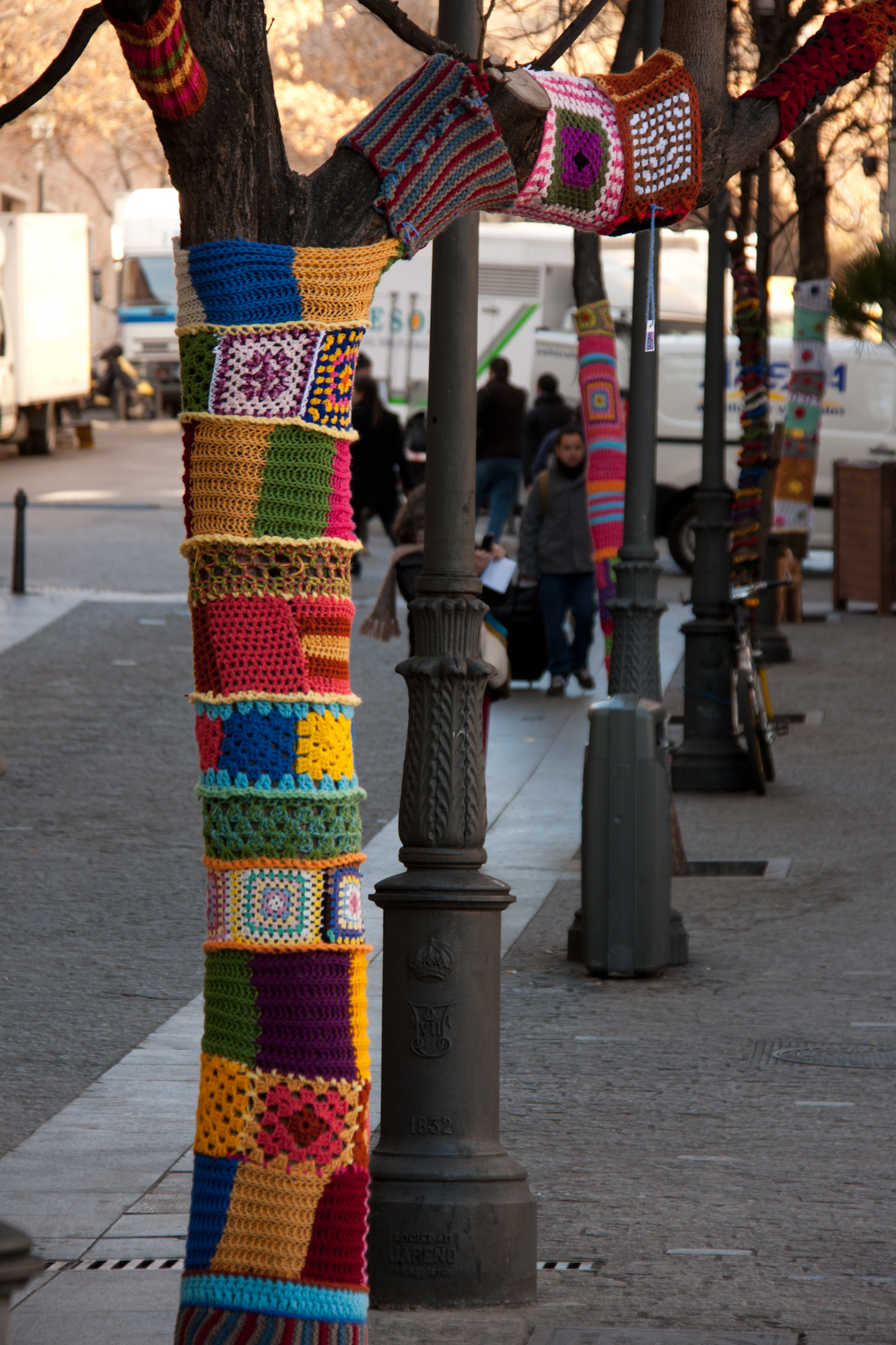
Eingehäkelter Baum in Madrid

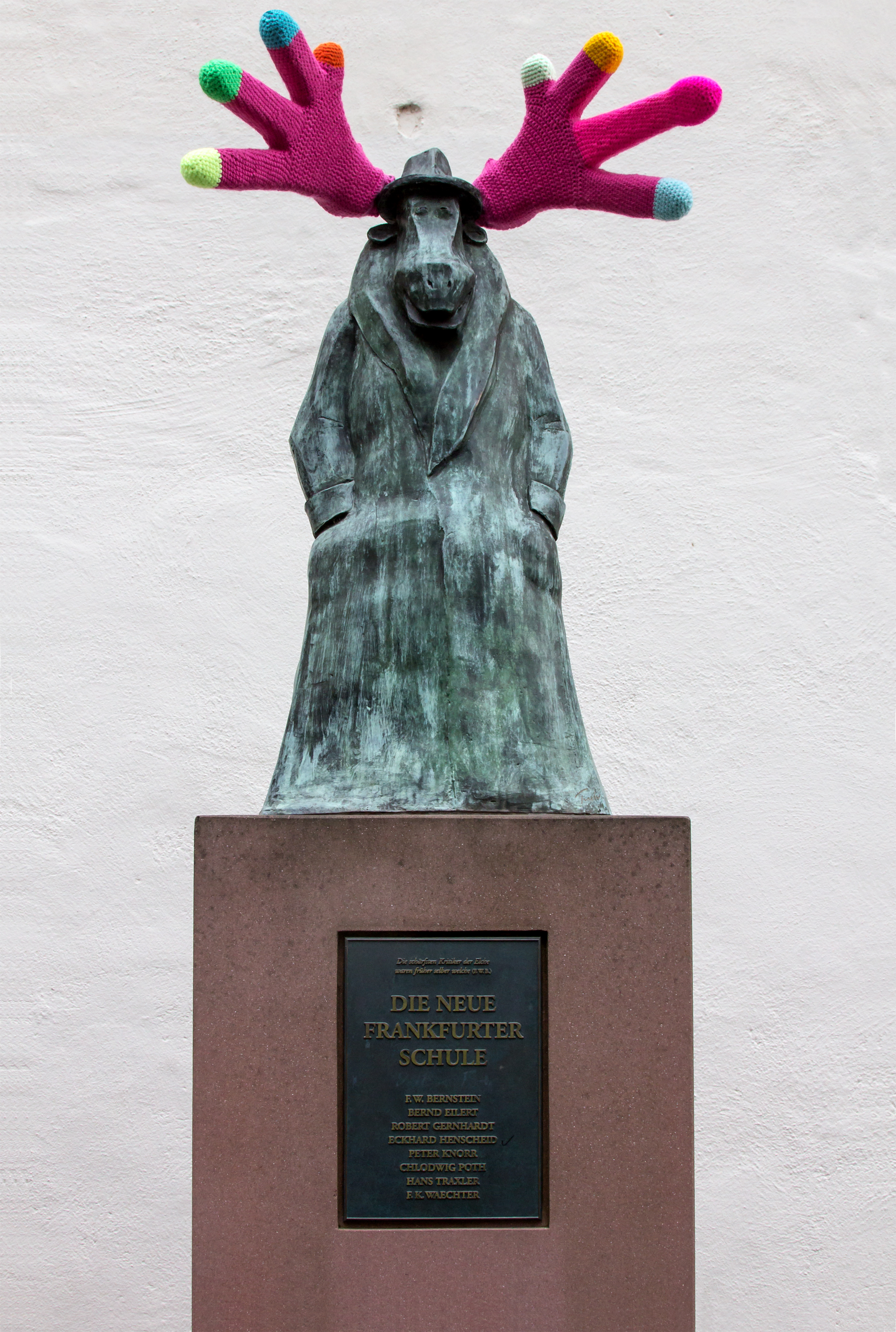
Elch-Skulptur von Hans Traxler mit gehäkeltem Geweih-Überzug von „Mata Haarig“, Frankfurt/Main

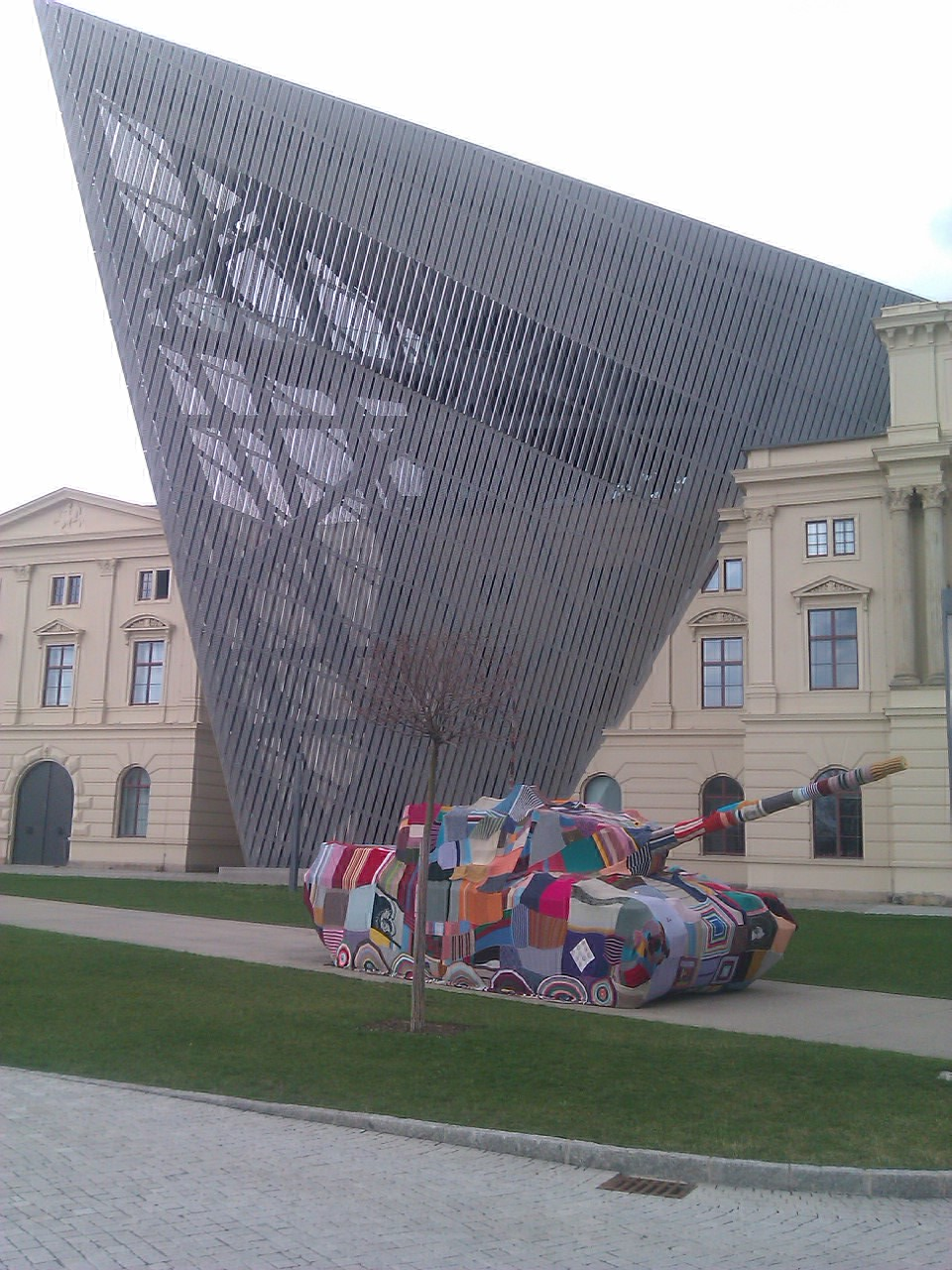
Eingestrickter Panzer vor dem Militärhistorischen Museum der Bundeswehr Dresden; Projekt „Attacke“

Guerilla Knitting (zusammengesetzt aus guerrilla – von span. guerrilla für „kleiner Krieg“ – und engl. knitting für „Stricken“) auch Urban Knitting, Radical Stitching, Yarn bombing oder gestricktes Graffito (Knitted graffiti), ist eine Form der Streetart, bei der Gegenstände im öffentlichen Raum durch Stricken verändert werden. Dies kann vom Anbringen von gestrickten Accessoires bis zum Einstricken ganzer Stadtmöbel reichen. Die Knittings können lediglich der Verschönerung dienen oder auch eine symbolische Bedeutung haben, zum Beispiel feministische Aussagen.

## Ursprung
Die erste Vereinigung von Guerilla-Strickern nennt sich Knitta Please. Sie nahm ihren Anfang 2005 in Houston (Texas), als Strickerinnen begannen, Türklinken mit gestrickten Accessoires zu verschönern, anstatt Socken, Handschuhe oder Pullover zu stricken. Das gestrickte Graffito ist heute überwiegend in Amerika, England und Spanien bekannt. Über das Internet ist die Szene gut durch einen Teil der Blogosphäre vernetzt.

## Weitere Entwicklung

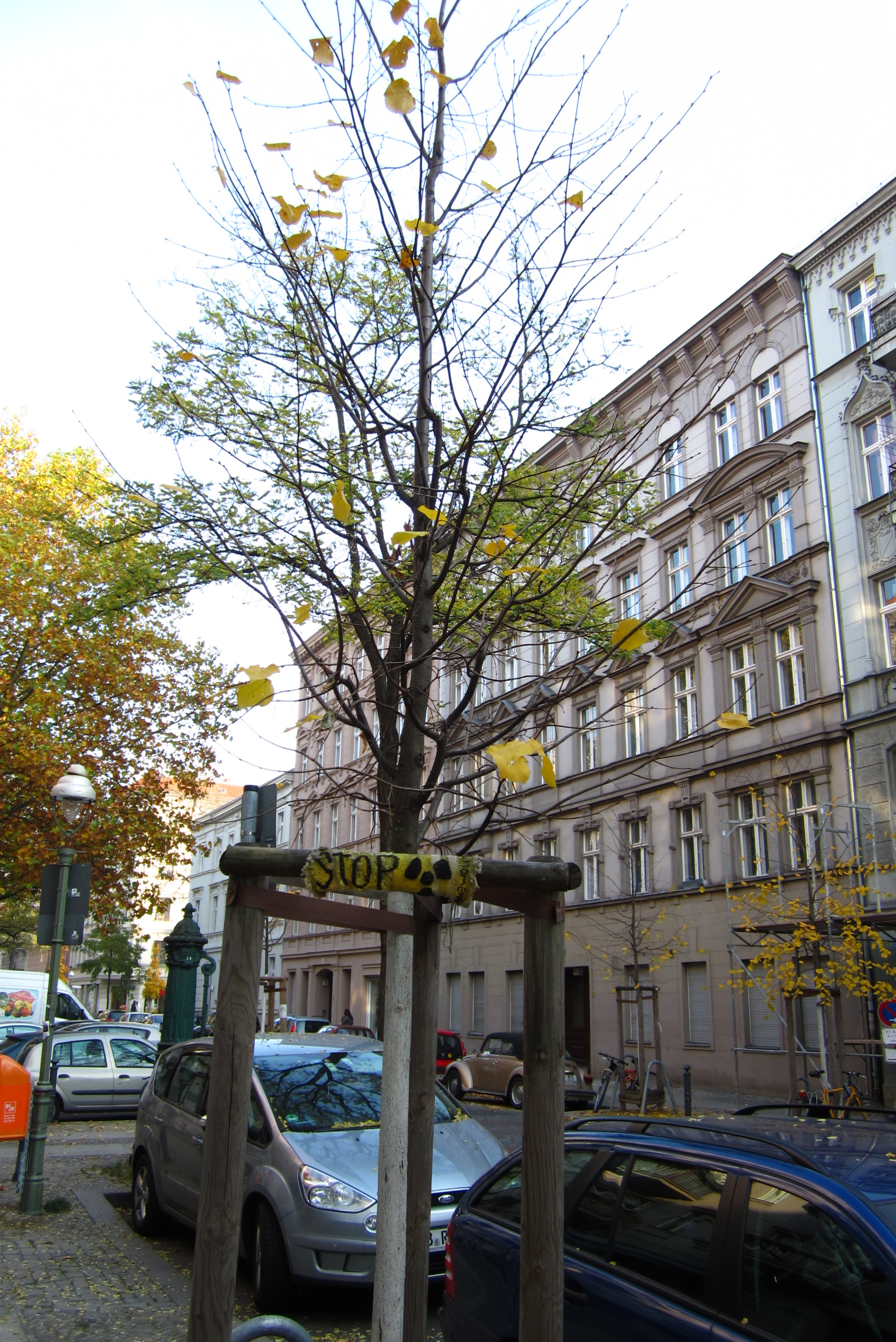
Anti-Atom-Knitting in Berlin-Charlottenburg

In Frankfurt am Main traten die ersten Guerilla-Strickarbeiten im Jahre 2010 in Erscheinung, in Bochum im Jahre 2011. Im Klausenerplatz-Kiez in Berlin-Charlottenburg fand man im Sommer 2010 die ersten Knittings. In München verteilen seit Anfang 2011 zwei Studentinnen unter dem Namen Die Rausfrauen Guerilla-Strickarbeiten in der Stadt und sehen dies als „sehr weibliche Form der Streetart“.
Die Knittings werden auch als eine Form der politischen Äußerung eingesetzt, so tauchten in Stuttgart 2010 am Bauzaun des Hauptbahnhofs seit dem Abriss des Nordflügels (Projekt Stuttgart 21) Knittings von Projektgegnerinnen auf.
Am 19. März 2011 wurde in Wien im Rahmen einer Demonstration zum Internationalen Frauentag die Ringstraße mit zahlreichen Guerilla Knittings versehen. Trotz einer Genehmigung und finanzieller Unterstützung der Stadt wurden die Kunstwerke direkt nach der Demonstration von der Straßenreinigung entfernt und zerstört.
In Münster wurde Anfang März 2013 von der Stadt die Genehmigung erteilt, an den Pfählen, Ampeln, Laternen und Schildern der Warendorfer Straße im Rahmen der unpolitischen Aktion „Hand drauf!“, die dem Guerilla Gardening nachempfunden ist, acht Wochen lang Strickwerk oder Häkeleien anzubringen.
Für den Winter 2013/14 wurde in Arosa eine Vielzahl von öffentlichen Objekten im Rahmen einer privat organisierten Strick-Graffiti-Aktion eingestrickt, darunter auch eine Gondel des Hörnli Express sowie die Glocke der ehemaligen Englischen Kirche.
Im Herbst 2019 wurden auf den Sandsteinsäulen, die in Frankfurts „neuer Altstadt“ den historischen Krönungsweg markieren, auf 13 m Länge durch Umhäkelung die markantesten Hochhäuser der Stadt dargestellt, die auf der verbindenden Balustrade durch eine detailverliebte Straße mit wollener Fahrbahn, Verkehrszeichen und diversen Fahrzeugen ergänzt sind. Für dieses Projekt wurde in über einem Jahr von über einem Dutzend überwiegend weiblicher Aktivisten 35 kg Wolle verhäkelt, verstrickt und vernäht. Das luftige Gesamtkunstwerk wird von einer Reihe Wolken und einer augenzwinkernd lachenden Sonne überspannt.